# Kreisgericht Wollstein
Das Kreisgericht Wollstein war von 1849 bis 1878 ein preußisches Kreisgericht mit Sitz in Wollstein.

## Geschichte
In Wollstein bestand bis 1849 das Land- und Stadtgericht Wollstein. Nach der Märzrevolution wurde dieses Gericht aufgehoben und in der ganzen Provinz Posen einheitlich Kreisgerichte gebildet. In Wollstein entstand so das Kreisgericht Wollstein. Es war eines von 16 Kreisgerichten im Sprengel des Appellationsgerichts Posen.
Der Sprengel des Kreisgerichts Wollstein umfasste den Kreis Bomst mit den Städten Bomst, Kiebel, Kopnitz, Rackwitz, Rostarzewo, Unruhstadt und Wollstein mit 52.476 Gerichtseingesessenen (1861). Das Kreisgericht Meseritz war das zuständige Schwurgericht für das Kreisgericht Wollstein. Gerichtstage wurden in Bomst und Unruhstadt gehalten. Das Gericht bestand aus einem Direktor und sieben Kreisrichtern.
Im Rahmen der Reichsjustizgesetze wurde das Gerichtswesen in Deutschland 1879 vereinheitlicht. Damit wurde das Kreisgericht Wollstein aufgehoben und das königlich preußische Amtsgericht Wollstein mit Wirkung zum 1. Oktober 1879 als eines von neun Amtsgerichten im Bezirk des Landgerichtes Meseritz als Nachfolger gebildet.